# Clostridium tetani
Clostridium tetani is een grampositieve anaerobe staafvormige bacterie. Het is de verwekker van de ziekte tetanus. De bacterie komt (ook in Nederland) vrij algemeen in straatvuil voor, met name paardenmest is hierom berucht. Omdat in principe iedereen in Vlaanderen en Nederland wordt ingeënt, is tetanus hier een ziekte die maar zelden wordt gezien (enkele gevallen per jaar), met een aanzienlijke mortaliteit van enkele tientallen procenten. In ontwikkelingslanden komt het veel vaker voor, vooral door onvolledige vaccinatie.
Met name verwondingen waar vuil in is gekomen, en verwondingen waarin zich dode weefseldelen bevinden, zijn riskant voor het krijgen van tetanus. De klachten ontstaan door het door de bacterie afgescheiden tetanustoxine, een vergif dat krampende verlammingen veroorzaakt. Deze verlammingen komen eerst voor in de masseter-spier (trismus), en kunnen indien onbehandeld evolueren naar een risus sardonicus en opisthotonus. Het mechanisme achter deze krampende verlammingen is het blokkeren van de inhibitorische neuronen die met GABA werken, waardoor de spieren gestimuleerd worden en verkrampen.
De besmetting gebeurt in de vorm van sporen, die zeer resistent zijn tegen antibiotica en inwerking van andere middelen. De bacterie is moeilijk om te kweken in een labo, omdat het zeer zuurstofgevoelig is.
Preventie gebeurt via vaccinatie en correcte wondverzorging. Behandeling gebeurt met antibiotica, antistoffen en ondersteunende maatregelen.